# Centrum (Malmö)
Centrum was een stadsdeel (Zweeds: stadsdel) van de Zweedse gemeente Malmö. Het stadsdeel had in 2013 een grootte van 1757 hectare en 47.171 inwoners. Het bevat een middeleeuws centrum, maar wordt gedomineerd door de haven- en industriegebieden. Gebieden ten zuiden van het kanaal werden  gebouwd aan het begin van de beginnende industrialisering van Malmö eind jaren 1800, maar veel woonwijken zijn veel later gebouwd toen de industrie verplaatst werd of gesloten.
Op 1 juli 2013 werd het stadsdeel samengevoegd met Kirseberg, hieruit ontstond het nieuwe stadsdeel Norr.

## Bezienswaardigheden
- Malmöhus, een kasteel uit de middeleeuwen
- Turning Torso, een wolkenkrabber van 190 meter hoog

## Deelgebieden
Het stadsdeel bestond uit de volgende 22 deelgebieden (Zweeds: delområden):
| Naam                     | Inwoners (2013) |
| ------------------------ | --------------- |
| Davidshall               | 2518            |
| Ellstorp                 | 1662            |
| Frihamnen                | 2               |
| Gamla staden             | 9148            |
| Inre hamnen              | 93              |
| Katrinelund              | 1818            |
| Lugnet                   | 3125            |
| Malmöhus                 | 0               |
| Mellersta hamnen         | 13              |
| Norra hamnen             | 0               |
| Oljehamnen               | 0               |
| Rådmansvången            | 6844            |
| Rörsjöstaden             | 4584            |
| Slussen                  | 2756            |
| Sorgenfri industriområde | 23              |
| Norra Sorgenfri          | 8               |
| Spillepengen             | 1               |
| Värnhem                  | 2149            |
| Västra Hamnen            | 6220            |
| Västra Sorgenfri         | 6167            |
| Östervärn                | 3383            |
| Östra hamnen             | 15              |